# 수마트라긴꼬리땃쥐
수마트라긴꼬리땃쥐(Crocidura paradoxura)는 땃쥐과에 속하는 포유류의 일종이다. 인도네시아의 토착종이다. 서식지 감소로 위협을 받고 있다.